# 英和対訳袖珍辞書
英和対訳袖珍辞書（えいわたいやくしゅうちんじしょ）とは、1862年（文久2年）に堀達之助が編集した辞書である。日本における最初の英和辞書といわれており、海賊版を含む様々な版が刊行された。

## 出版の経緯

### 初版
オランダ人のピカードによる『A New Pocket Dictionary of the English-Dutch and Dutch-English（英蘭・ 蘭英ポケット辞典）』1857年再版のオランダ語部分を日本語に訳して作成された。日本語訳にあたっては『波留麻和解』『訳鍵』『道富波留麻』『和蘭字彙』『English and Chinese Dictionary（英華辞典）』などが参照されたという。なお、底本については1843年初版とする説もあったが、岩崎克己の研究により第2版に確定した。
編者の堀達之助は、島津斉彬から提供された江戸藩邸の座敷牢にて草稿を作成した。島津斉彬は堀の学識を高く評価しており、当時江戸で横行した攘夷派に執筆が邪魔されないよう、余人が近づけない江戸藩邸を提供したとされている。また、西周助（西周）、千村五郎、竹原勇四郎、箕作禎一郎が辞書の作成に協力した。
1862年（文久2年）に出版された初版の収録語数は35,000で、装丁・印刷は、表紙が黒のモロッコ総革装、三方の縁は薄桃色を施した洋装、用紙は鳥の子紙に両面摺、英語はオランダ献上の鉛製活字、訳語は1頁1枚の木版で、日本最初の印刷本としては誇るにたるものであったという。大きさは縦164ミリメートル、横196ミリメートル、厚さ46ミリメートルで、幕府の洋学研究所である洋書調所から200部が出版された。本書は発売後たちまち売り切れとなり、定価2両のところ20両で取引されたという。

### 慶應2年版
本書の需要は高く、明治20（1887）年代までに何種類も刊行された。1866年（慶應2年）には、洋書調所の後進である開成所が、初版を訂正増補した『改正増補英和対訳袖珍辞書』を出版している。本版の編纂にあたっては堀越亀之助が主任を、柳河春三、田中芳男らが補佐を務めた。この時は1,000部を印刷したが、それでもなお需要を満たしきれなかったという。
慶應2年版は、縦158ミリメートル、横193ミリメートル、厚さ48ミリメートル、表紙は布装または紙装で、本文用紙は雁皮紙で和本仕立になっている。また、本文のページ数は初版と同じ953ページであるが、新しく追改、不規則動辞表、ABBREVIATIONS EXPLAINED、象形記号之解が加わって合計998ページとなっている。
なお、三好彰は慶応2年版について「邦訳語が見直されて実用性が高まっている。慶応2年版の改訂に本草学者であり後年博物学の確立に貢献した田中芳男が加わったことで、文久2年版に比し博物学関係の邦訳語を充実させたことが知られている」と述べている。

### 慶應3年版
1867年（慶應3年）にも新版が刊行された。慶應3年版は、縦150-155ミリメートル、横218-222ミリメートル、表紙は布装で、用紙は厚さ25ミリメートルの薄葉紙、もしくは厚さ85ミリメートルの美濃紙が用いられている。また、日本文の木版は慶應2年版のものが流用されている。なお、慶應3年版の特徴は、英語の活字が全て木版に新しくなぞり彫りされていること、本文のまわりがケイで囲まれていること、袋綴じの和本形式となっていること、従来のページ番号に代わって版心に丁数が打たれていることである（計499丁）。

### 明治2年版
1869年（明治2年）にも新版が出版される。本版の扉は慶應3年のままで、巻末の499丁裏に「官許 明治二巳巳年」、対向の裏表紙の内側に「書肆 蔵田屋清右衛門」と記されている。また、慶應版の扉または巻末に押されていた「開成所刊行」の朱印は「徳川蔵版之章」に変わっている。
なお『英和対訳袖珍辞書』の英文タイトルは "A POCKET DICTIONARY OF THE ENGLISH AND JAPANESE LANGUAGE" であり、本来複数形であるべき "LANGUAGES" が単数形となっているが、これは初版から明治2年版まで訂正されなかった。竹中龍範はこれについて「何らかの単純ミスであろうと思われるが、扉といういわば書物の顔とも言うべきところであること、3度にわたる改訂でも正されなかったことを考えると不可解と言わざるを得ない」と述べている。

### 海賊版
『英和対訳袖珍辞書』は海賊版も出版された。薩摩藩の前田正毅、高橋良昭は G. F. Verbeck のサポートのもと、1869年（明治2年）に『英和対訳袖珍辞書』の海賊版『和訳英辞書』を出版し、1871年（明治4年）にはその改訂版である『和訳英辞林』を出版した。これは「薩摩辞書」として親しまれ、1872年（明治5年）には本書をもとにした『英和対訳辞書』が出版された。

## 評価

### 日本初の英和辞書として
清水稔は「日本最初の辞典としては『諳厄利亜語林大成』（筆写本）をあげる説もあるが、辞書・活字印刷本という観点からすれば『英和対訳袖珍辞書』が最初だろう」と述べている。また、竹中龍範も「『諳厄利亜語林大成』が文化1（1814）年に編まれているが、これは長崎に留め置かれた草稿本、抜稿本と幕府献上本、および薩摩の島津家、水戸の徳川家などに筆写されて伝えられたものがあるに過ぎず、いずれも写本で、刊本辞書として一般に利用されることを意図したものではない。また、その内容も見出し語およそ6,000と少なく、辞書とするよりは単語帳と位置付けるべきであるとの考えもある。したがって、この『英和対訳袖珍辞書』こそわが国の英語辞書史上、最初の英和辞書と位置づけることができる」と述べている。

### 訳語の工夫
『英和対訳袖珍辞書』の草稿を分析した三好彰は「草稿の訳語の校正状況から近代語の作成過程の一端がうかがえる。言い換えれば文明開化を先取りした関係者の苦闘の様が見える。たとえば現在では通常 『二重母音』と訳される Diphthong は、校正前は『韻母ノ二ッ付テアル韻」 だったのが、朱で消されて『二合韻』に訂正され、最終的に文久2年版で『二重韻』となっている」と述べている。また、遠藤智夫は「『英和対訳袖珍辞書』の訳語は、『和蘭字彙』に最も多く依存している。依存率は7割程度である。底本の H. Picard の英蘭辞典の蘭訳が句になっていて、『和蘭字彙』に見出し語がない場合、各単語を『和蘭字彙』で引き、その訳を結合させて直訳している。『和蘭字彙』と全く異る訳語が2割強あり、『道訳法爾馬』、『波留麻和解』、『訳鍵』、『増補改正訳鍵』のそれぞれのみと、訳語が一致するものが少数ながらある」と指摘している。

### 後世への影響
村端五郎は『英和対訳袖珍辞書』について「その文法用語訳が後のわが国の英和辞書に与えた影響の大きさから極めて重要な辞書として英学史に刻まれている」「『略語之解』で示されている文法用語訳は、『詞』が『辞』となっている以外は、今日私たちが使用している用語とほとんど差はない」と指摘している。

## 所蔵機関
早稲田大学図書館は、初版、再版第1刷、再版第2刷、再版第3刷、そしていわゆる「薩摩辞書」など十余本を所蔵している。これについて杉本つとむは「おそらく日本の大学や古い図書館で、これだけ質量ともにそろっているところは珍しく、十分に誇るに足る」と評している。なお、うち8冊は英文学者の勝俣銓吉郎が寄贈したものである。
また、牧野富太郎も各版を所蔵しており、これらは牧野植物園牧野文庫の蔵書目録に登録された。遠藤智夫は「『英和対訳袖珍辞書』はその再版において、博物関係訳語が飛躍的に充実しており、植物学者牧野富太郎にとって、『英和対訳袖珍辞書』初版よりも、再版『改正増補英和対訳袖珍辞書』慶応二年刊の訳語が、その植物学研究に不可欠だったと、容易に推定できよう。『牧野日本植物図鑑』などを執筆する際に、『改正増補英和対訳袖珍辞書』は、牧野富太郎の座右の書となったはずである」と推測している。
なお、各版ごとの所蔵機関については、遠藤智夫の論稿「『英和対訳袖珍辞書』・『改正増補 英和対訳袖珍辞書』所蔵一覧」にまとめられている。